# Nakuru (město)
Nakuru je čtvrté největší město v Keni. Leží u Jezera Nakuru v nadmořské výšce 1 850 metrů. Má okolo 300 000 obyvatel, z nichž většinu tvoří Kikujové. Nakuru bylo založeno roku 1904 a díky mírnému klimatu do něj přicházelo množství bílých osadníků, stalo se střediskem pěstování kávovníku. Do roku 2013 bylo hlavním městem provincie Rift Valley, po správní reformě je centrem okresu Nakuru.
Město má železniční spojení s metropolí země Nairobi a je významnou turistickou destinací, v okolí se nachází národní park Nakuru s alkalickými jezery osídlenými plameňáky, sopka Menengai a archeologické naleziště Hyrax Hill. Ve městě sídlí Egertonova univerzita, je také centrem římskokatolické Diecéze Nakuru. Nachází se zde velký park Nyayo gardens a fotbalový stadion Afraha Stadium, na kterém hraje prvoligový klub Ulinzi Stars FC, čtyřnásobný keňský šampión.